# Liber viaticus des Johannes von Neumarkt

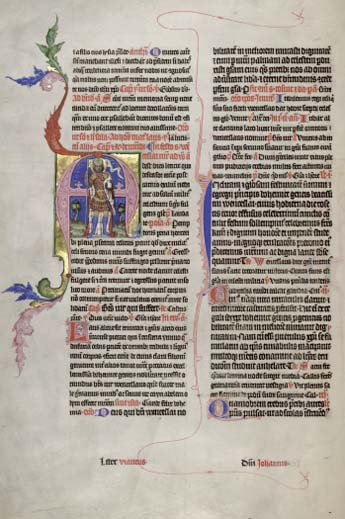
Liber viaticus – Heiliger Wenzel, Buchmalerei, Böhmen, um 1360

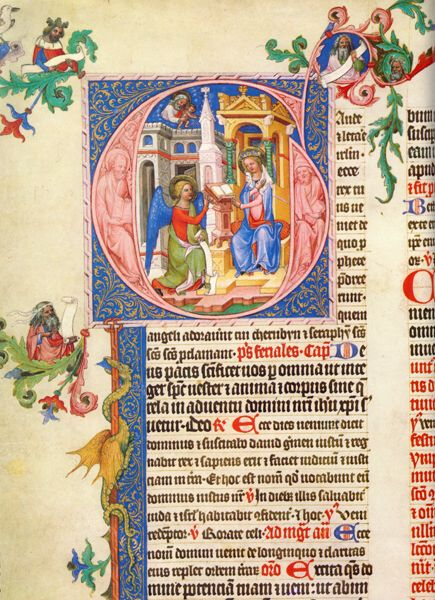
Liber viaticus – Verkündigung, Buchmalerei, Böhmen, um 1360

Das Liber viaticus des Johannes von Neumarkt ist ein Brevier, das zwischen 1360 und 1364 entstand. Das Reisebrevier des damaligen Bischofs von Leitomischl und Kanzlers des Kaisers Karl IV. Johannes von Neumarkt wurde von einem namentlich nicht bekannten Buchmaler in gotischem Stil ausgemalt. Das mit vollständigem Namen Liber viaticus Domini Ioannis Episcopi Lutomyszlensis betitelte Buch zählt zu den bedeutendsten Werken der Böhmischen Buchkunst. Es befindet sich heute im Nationalmuseum in Prag.

## Kontext
Das für den persönlichen Gebrauch des aus Schlesien stammenden Bischofs und Humanisten bestimmte Gebetbuch entstand zu einer Zeit, als Kaiser Karl IV. die Buchkultur in Böhmen förderte. Auch der Prager Bischof Johann IV. von Dražice und dessen Nachfolger, der erste Erzbischof von Prag und Kanzler der Karlsuniversität Ernst von Pardubitz, sowie weitere hochrangige Persönlichkeiten am Hofe Karls IV. sammelten für ihre Bibliotheken wertvolle Werke der internationalen und böhmischen Buchkunst, die sie teilweise böhmischen Klöstern stifteten. Schon 1356 bestimmte Johannes von Neumarkt seine Bibliothek testamentarisch dem Prager Augustinerkloster St. Thomas.
Im Stil des Meisters des Liber viaticus ist der Einfluss vor allem italienischer, aber auch süddeutscher, österreichischer und französischer Stilelemente erkennbar. Die Förderer der Buchkunst in Böhmen hatten zahlreiche französische, italienische und weitere Handschriften in die böhmischen Klosterbibliotheken gebracht. Durch die Stilmischung entwickelte sich ein eigenständiger Stil. Prag und Böhmen wurden so durch die Förderung Karls IV. und seines Nachfolgers Wenzel IV. zu einem Kulturzentrum.